# Njideka Akunyili Crosby
Pour les articles homonymes, voir Crosby et Akunyili.
Njideka Akunyili Crosby, née en 1983, est une artiste plasticienne nigériane travaillant à Los Angeles, en Californie. Son inspiration associe les souvenirs de son pays natal, sa famille, son parcours personnel et l’influence américaine. La plupart de ses œuvres sont exposées aux États-Unis, mais le musée d'Art moderne de Paris présente certaines de ses créations en 2021 dans l'exposition collective The Power of my hands.

## Biographie

### Enfance et études
Njideka Akunyili naît en 1983 et grandit à Enugu, au Nigeria,. Elle est d'origine Igbo. Issue d’une fratrie de six frères et sœurs, son père d'Akunyili Crosby est chirurgien et sa mère, Dora Akunyili,  est une professeure de pharmacologie à l'Université du Nigeria qui s'investit à partir de 2001 dans la lutte contre la contrefaçon de médicaments. Sa famille déménage à Lagos quand elle a dix ans.
À l'âge de 16 ans, en 1999, elle quitte la maison familiale avec sa sœur, Ijeoma, et gagne les États-Unis pour ses études. Elle étudie pour son SAT Reasoning Test et suit des cours d'histoire américaine avant de retourner au Nigeria pour servir durant une année de service national. À la suite de ce service, elle retourne aux États-Unis, à Philadelphie. Après des études en biologie et médecine, elle opte pour des études artistiques.  Elle sort diplômée de l'académie des Arts de Pennsylvanie, puis, en 2011, de  l'École des beaux-arts de l'Université Yale,,,.

### Carrière artistique
Elle est sélectionnée comme artiste en résidence au Studio Museum in Harlem, connu pour promouvoir et soutenir les artistes africains émergents. Au cours de cette résidence, elle rencontre une artiste qui devient son mentor, Wangechi Mutu, basée à New York. Elle passe l'année de sa résidence à expérimenter des approches créatives associant le dessin, la peinture figurative, les études en art contemporain et postcolonial, l'histoire de l'ère post-coloniale et des études diasporiques,.
Elle noue des amitiés et échange des œuvres avec d'autres artistes tels que Wangechi Mutu et Kehinde Wiley. 
En 2015, Jamillah James, ancien conservateur du Studio Museum in Harlem, devenu conservateur adjoint du Musée Hammer de Los Angeles, organise la première exposition personnelle d'Akunyili Crosby au sein de ce Musée Hammer. C'est un moment décisif dans son parcours et dans l'acquisition d'une notoriété internationale. La même année, Jamillah James organise une autre exposition des œuvres d'Akunyili Crosby à Art and Practice à Los Angeles. En 2016, une autre exposition personnelle des œuvres d'Akunyili Crosby a lieu au Norton Museum of Art à West Palm Beach, en Floride. En 2017, elle reçoit le prix Genius de la Fondation MacArthur.
En 2018, Akunyili Crosby conçoit une fresque murale qui enveloppe le Musée d'Art contemporain de Los Angeles. Cette œuvre est caractéristique de sa façon de combiner la peinture avec le collage, l'estampe et le dessin pour créer des scènes complexes et superposées. Elle est la deuxième artiste à créer une œuvre murale pour ce site. En 2021, le musée d'Art moderne de Paris présente certaines de ses créations dans l'xposition collective The Power of my hands.

### Vie privée
Njideka Akunyili perd ses deux parents prématurément. Dora Akunyili décède en Inde, en juin 2014, d'un cancer de l'utérus. Ce deuil lui inspire les tableaux Mama, Mummy and Mamma en 2014 et Mother and Child en 2016. Son père est tué dans un attentat, le 28 septembre 2021, alors qu'il rentre d'Enugu ou il avait assisté à une cérémonie en l'honneur de son épouse décédée. Le gouvernement nigérian attribue son décès à l'organisation autonomiste Indigenous People of Biafra (en) qui aurait décidé de perturber les élections avec l'aide de puissances étrangères.
Njideka Akunyili épouse le compositeur de musique de film texan Justin Crosby en 2009. Son père a du mal a accepter ce mariage mixte. Son fils, Jideora, naît en 2016.

## Positionnement sur le marché de l'art
Akunyili Crosby est représentée par la Victoria Miro Gallery à partir de 2016 et, depuis 2018, par la David Zwirner Gallery,.
En 2016, la demande pour les œuvres d'Akunyili Crosby, qu'elle produit lentement, fait grimper les prix de ses œuvres. Elle est l'une des artistes présentées dans le documentaire The Price of Everything de Nathaniel Kahn en 2018, où elle décrit sa carrière et son attitude envers le marché de l’art, et qui aboutit à la vente d’une de ses toiles, Drown, aux enchères, par Sotheby's, en novembre 2016 pour 900 000 $. En mars 2017, une  autre de ses œuvres, intitulée The Beautyful Ones, est vendue à un collectionneur privé pour 3 millions de dollars par Christie's,  à Londres,.

## Influences
Elle cite des influences diverses dont les peintres classiques et contemporains Édouard Vuillard et Chris Ofili , ou l'œuvre de Kerry James Marshall,. L'artiste Wangechi Mutu l'a amené à utiliser plusieurs images pour en créer une autre. Elle a été influencée par l'écrivain Chinua Achebe, dont l'accent sur la manière d’amender la langue anglaise pour l'adapter à sa culture est interprété à travers ses œuvres. Des photographes, tels que J.D 'Okhai Ojeikere et Malick Sidibé, ont aussi influencés son travail.

## Processus de création
Elle représentent souvent des scènes d'intérieur et des instants banals de la vie domestique,. Elle utilise pour cela des photos qu'elle a prise elle-même au Nigeria, ainsi que des photos de famille et des pages de magazines populaires nigérians, qui  forment des motifs kaléidoscopiques qui couvrent le sols et les murs. Elle les colle, les superpose, leur associe des dessins et des éléments peints, créant un tissu d'images,. Ses principaux médiums sont le collage, le transfert de photos, la peinture acrylique, le fusain, le tissu et les crayons de couleur. Outre sa forte influence nigériane, son style est également issu de la culture pop, de l'expérience personnelle et du milieu universitaire occidental. Cependant, son œuvre ne peut être qualifiée ni d'américaine ni de nigériane, mais plutôt d'autobiographique, basée sur son « personnage qui ne rentre pas dans une boîte », et qui sonde sa propre histoire.

## Expositions (sélection)
La plupart des expositions la concernant se sont tenues aux États-Unis :
- 2013 : Bronx Calling: The Second Bronx Biennial au musée du Bronx[26].
- 2014 : Sound Vision, Nasher Museum of Art de l'Université Duke à Durham[26], 2014 : Draped Down, Studio Museum in Harlem, à New-York[27].
- 2015 : Hammer Projects: Njideka Akunyili Crosby, Musée Hammer de Los Angeles, Portraits and Other Likenesses from SFMOMA, Musée d'art moderne de San Francisco[28].
- 2016 : Before Now After(Mama, Mummy, Mamma), Whitney Museum of American Art, New York[29], Njideka Akunyili Crosby : I Refuse to be Invisible, Norton Museum of Art, West Palm Beach en Floride[30].
- 2017 : Njideka Akunyili Crosby/Predecessors, Centre d'art contemporain, Cincinnati[31], The Frances Young Tang Teaching Museum and Art Gallery (en) à Skidmore College, Saratoga Springs, New-York[11].
- 2017 : Front Room : Njideka Akunyili Crosby/Counterparts, Musée d'Art de Baltimore[32], Side by Side Dual Portraits of Artists, Musée d'art moderne de San Francisco[33].
- 2023 : Coming Back to See Through, Again à la Galerie d'Art de David Zwirner[34].

Au printemps 2021, ses toiles sont exposées pour la première fois au Musée d'Art Moderne de Paris, aux côtés de celles de 16 autres artistes afro-descendantes, dont la sud-africaine Lebohang Kganye, la sculptrice Gabrielle Goliath, la peintre Kudzanai-Violet Hwami, ou la sculptrice et céramiste Reinata Sadimba.

## Présence en collections (sélection)
Ses toiles sont principalement exposées dans les musées de sa patrie d'adoption tels que le musée d'art Nasher de l'Université Duke, la galerie d'art de l'Université Yale,  le Musée d'art moderne de San Francisco,, le Whitney Museum of American Art à Manhattan, l'Académie des Beaux-Arts de Pennsylvanie, le Studio Museum in Harlem, le Musée d'art du comté de Los Angeles, la galerie d'art Albright-Knox de Buffalo, le Musée d'art contemporain de Los Angeles ou le Musée national d'art africain du Smithsonian à Washington D.C et le Metropolitan Museum of Art (New-York). Elles sont également visibles sur le continent africain au Musée Zeitz d'art contemporain d'Afrique (Le Cap, Afrique du Sud).

## Prix et distinctions
- 2014, The Smithsonian American Art Museum's James Dickey Contemporary Art Prize[26].
- 2015 Next Generation prize at the New Museum of Contemporary Art[49].
- 2015 Foreign Policy's Leading 100 Global Thinkers of 2015[50].
- 2015 Joyce Alexander Wein Artist Prize du Studio Museum in Harlem[49],[21].
- 2016 Prix Canson[5],[49],[51].
- 2016 Femme de l'Année du Financial Times[52].
- 2017 Bourse MacArthur[7].